# Albert Schweitzer Stiftung – Wohnen & Betreuen
Die Albert Schweitzer Stiftung – Wohnen & Betreuen ist ein Unternehmen der Sozialwirtschaft, das für Menschen mit Pflegebedarf, Menschen mit geistigen Beeinträchtigungen und Menschen mit seelischen Beeinträchtigungen Wohn- und Betreuungsangebote bereitstellt.

## Organisation
Die Albert Schweitzer Stiftung – Wohnen & Betreuen ist eine rechtsfähige Stiftung des bürgerlichen Rechts und Mitglied der Initiative Transparente Zivilgesellschaft und fertigt ihre Jahresberichte nach den Vorgaben des Social Reporting Standards an. Sitz und Aktionsraum der Stiftung ist der Nordosten von Berlin. Entscheidungsorgan der Stiftung ist der siebenköpfige Vorstand. Die Vorstandsmitglieder üben ihr Amt ehrenamtlich aus. Der Vorstand bestellt den hauptamtlichen Geschäftsführer, der für die laufende Arbeit verantwortlich ist und dem Vorstand berichtet sowie seine Grundsatzentscheidungen vorbereitet.

## Geschichte
1954 entstand in Berlin-Blankenburg das Krankenpflegeheim „Albert Schweitzer“. Zusammen mit dem 1977 erbauten Feierabendheim in der Buschallee bildeten diese beiden kommunalen Einrichtungen des Bezirksamtes Weißensee von Berlin den Grundstock der 1997 gegründeten Stiftung bürgerlichen Rechts. Seit diesem Zeitpunkt steht das Unternehmen juristisch und wirtschaftlich auf eigenen Füßen.

## Tätigkeit
Die Albert Schweitzer Stiftung – Wohnen & Betreuen bietet soziale Dienstleistungen an 20 Standorten im Berliner Nordosten an. 700 Mitarbeiter und 100 Ehrenamtliche sind für rund 800 Nutzer in den drei Betreuungsbereichen und den übergeordneten Servicebereichen tätig.
Für ältere Menschen mit Pflegebedarf bietet die Stiftung neben der Betreuung im Pflegewohnheim ein Wohngemeinschaftsprojekt für Demenzerkrankte. Ein ambulanter Pflegedienst steht für die Betreuung in den eigenen vier Wänden bereit.
Angebote für Menschen mit Assistenzbedarf reichen von Wohngemeinschaften über betreutes Einzelwohnen bis hin zur traditionellen Wohnstätte. Für Nutzer, die keiner auswärtigen Tätigkeit nachgehen, bietet das Tageszentrum Betätigungen von Catering über Arbeit mit Tieren bis hin zu Töpferwerkstatt und Malerei.
Menschen mit seelischen Beeinträchtigungen finden in der Albert Schweitzer Stiftung – Wohnen und Betreuen eine individuelle Betreuung und Förderung, je nach Assistenzbedarf in Wohnstätte, Wohngemeinschaft oder betreutem Einzelwohnen. Die Wohnangebote werden durch sinnstiftende Tagesstruktur und Betätigungen im Tageszentrum und Arbeitsprojekt ergänzt. Für Menschen mit einer langjährigen Alkoholsucht und fehlender Abstinenzbereitschaft besteht ein stationäres Wohn- und Betreuungsangebot.